# コモチマンネングサ
コモチマンネングサは、ベンケイソウ科マンネングサ属の植物の一つ。この類では特に雑草的な性格の強いものである。

## 特徴
コモチマンネングサ　Sedum bulbiferum Makino は、道ばたなどでもよく見かける越年草で、この類に共通する多肉植物の姿である。ただ近縁な他種より、全体に間延びした印象がある。名前は茎の葉の付け根にムカゴを生じることによる。
全体に黄緑色でややつやがある。茎は柔らかく多肉質、基部で地表を這い、枝分かれする。茎の先端は斜めからやや立ち上がる。葉はやや間隔を開けてつき、互生、やや薄手の多肉質でさじ状倒披針形、葉柄は区別できない。
花は初夏から咲き、花序は茎の先端にできて枝分かれして集散状、やや平らに開く。花は上に向いて咲き、あまり密集しない。五枚の花弁は細い楕円形で黄色、長さ4-5mm。葯には花粉ができないことが多く、種子ができることもほとんどない。花茎の途中の葉の基部にムカゴができるのが特徴で、ムカゴは新芽のように短い葉が集まった形で、上面は平らになっている。数枚の葉からなり、触れるとぽろりと落ちる。

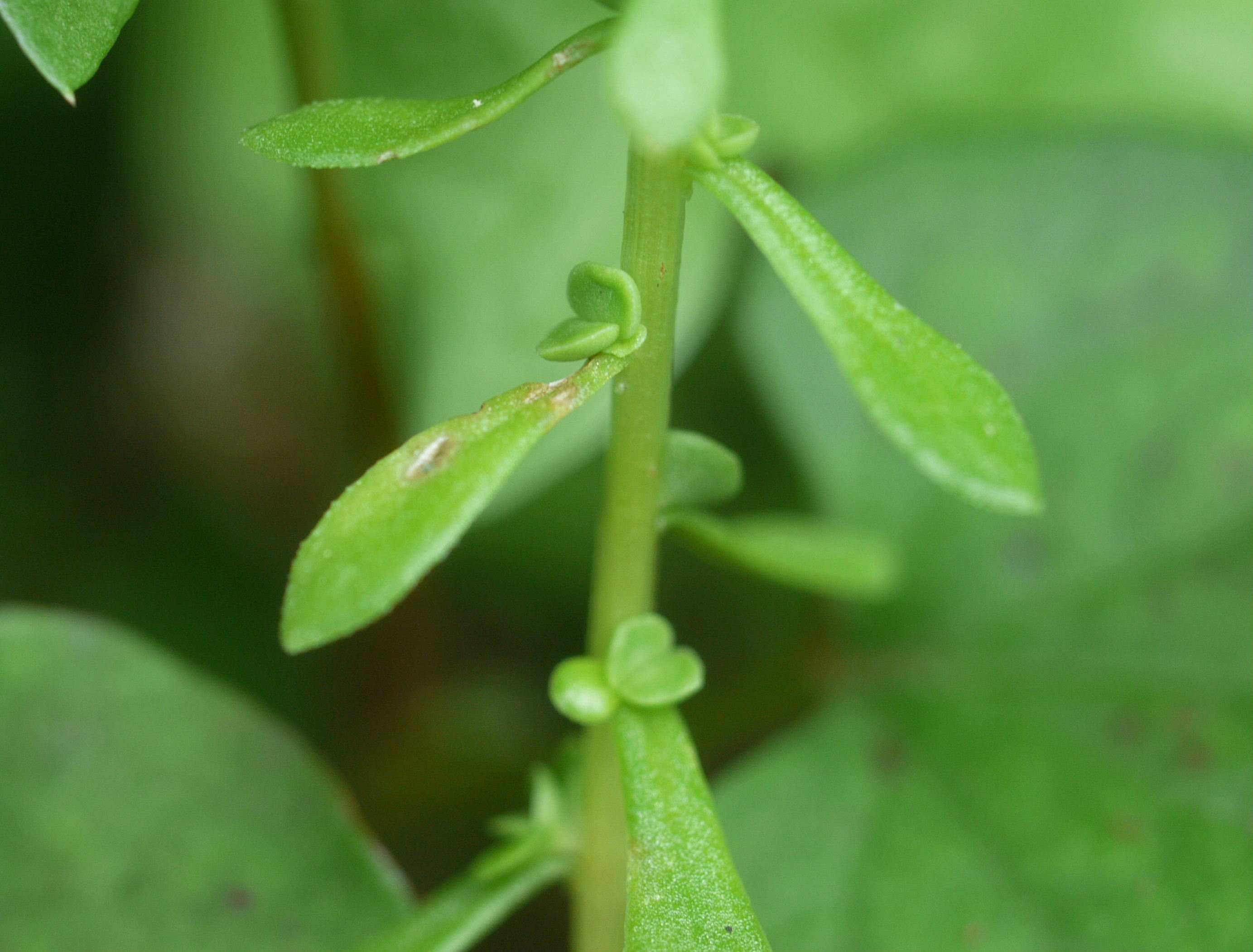
葉腋のムカゴが見える

繁殖はもっぱらムカゴによる。ムカゴは梅雨時に植物体から落ちて、根を下ろすもののそのまま翌年まで過ごし、次の春に活動を始める。

## 生育環境
比較的乾燥した背の低い草地に生える。この類は岩の上など他の草の生えない乾燥した環境に生じ、表面を覆う密な群落を作るのが普通だが、この種はそういう場所では見られず、より湿った、他の植物も生えるような地面に見られる。他の草と入り交じるように生えることも多く、密な集団はあまり作らない。畑地にも生え、雑草的な性質が強い。もちろん乾燥に強いのは間違いなく、他の草の生えないようなコンクリートのひび割れなどに見られることもある。

## 分布
日本では本州の東北南部以南から琉球列島まで分布し、ごく普通種。国外では朝鮮、中国に分布している。

## 近縁種等
近縁な種は多いが、多くはより細い棒状か、厚いさじ状の葉をつける。薄いさじ状の葉をつけるものにヒメレンゲがあるが、これは渓流植物である。また、ムカゴを生じるものは他にはないため、区別はたやすい。

## 利害
近縁な種には栽培されるものもあり、それらと花の美しさでは極端に差はないが、栽培されることはない。たぶんやや間延びした姿と花数が多くないこと、それに身の回りにあまりに普通なためであろう。
むしろありふれた雑草である。それほど激しく繁茂するものではないが、多肉なので引っこ抜いて積んでおいても枯れず、またムカゴをばらまくので根絶するのは難しい。